# Bertrand Lacombe
Bertrand Didier Marie Joseph Lacombe (ur. 5 listopada 1966 w Montpellier) – francuski duchowny katolicki, biskup pomocniczy Bordeaux w latach 2016–2020, arcybiskup Auch od 2020.

## Życiorys

### Prezbiterat
Święcenia kapłańskie otrzymał 24 czerwca 2001 z rąk Jeana-Pierre’a Ricarda i został inkardynowany do archidiecezji Montpellier. Przez kilka lat pracował duszpastersko, zaś w latach 2007–2011 był wychowawcą seminarium w Tuluzie. W 2011 objął funkcję wikariusza generalnego archidiecezji.

### Episkopat
14 kwietnia 2016 papież Franciszek mianował go biskupem pomocniczym archidiecezji Bordeaux, ze stolicą tytularną Saint-Papoul. Sakry udzielił mu 12 czerwca 2016 kardynał Jean-Pierre Ricard. 22 października 2020 papież Franciszek przeniósł go na urząd arcybiskupa Auch. Ingres do katedry w Auch odbył 22 listopada 2020.